# Tamms
|  | Per a altres significats, vegeu «Friedrich Tamms». |

Tamms és una població dels Estats Units a l'estat d'Illinois. Segons el cens del 2000 tenia 724 habitants.

## Demografia
Segons el cens del 2000, Tamms tenia 724 habitants, 279 habitatges, i 191 famílies. La densitat de població era de 119,5 habitants/km².
Dels 279 habitatges en un 33,7% hi vivien nens de menys de 18 anys, en un 46,2% hi vivien parelles casades, en un 19% dones solteres, i en un 31,2% no eren unitats familiars. En el 30,5% dels habitatges hi vivien persones soles el 17,2% de les quals corresponia a persones de 65 anys o més que vivien soles. El nombre mitjà de persones vivint en cada habitatge era de 2,49 i el nombre mitjà de persones que vivien en cada família era de 3,1.
Per edats la població es repartia de la següent manera: un 29,3% tenia menys de 18 anys, un 6,9% entre 18 i 24, un 23,9% entre 25 i 44, un 20,4% de 45 a 60 i un 19,5% 65 anys o més.
L'edat mediana era de 38 anys. Per cada 100 dones de 18 o més anys hi havia 80,3 homes.
La renda mediana per habitatge era de 19.511 $ i la renda mediana per família de 28.214 $. Els homes tenien una renda mediana de 32.500 $ mentre que les dones 17.500 $. La renda per capita de la població era d'11.131 $. Aproximadament el 24,7% de les famílies i el 30,8% de la població estaven per davall del llindar de pobresa.

## Poblacions properes
El següent diagrama mostra les poblacions més properes.